# Дом со львами (Пермь)

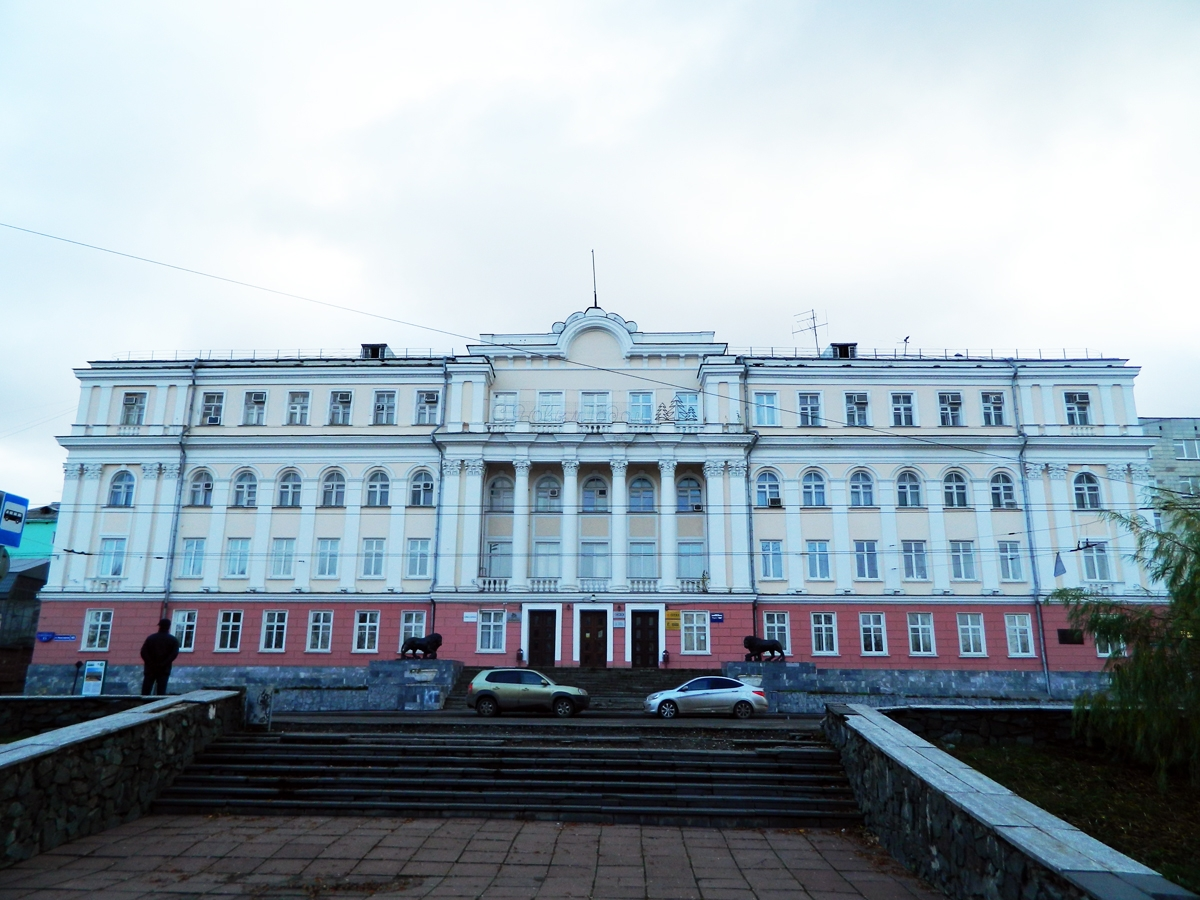
Дом со львами (2012 г.)

Дом со львами — памятник градостроительства и архитектуры регионального значения в Перми. Находится на Монастырской улице.

## История
«Дом со львами» был построен в 1946 г. в то время, когда в Пермской области сразу в нескольких городах добывали уголь. В Перми, которая тогда называлась Молотов, для комбината «Молотовуголь» было возведено массивное четырёхэтажное здание. Здание было построено с колоннадой в центре и с гипсовыми статуями шахтёров на балконе четвёртого этажа. Однако своё название дом получил из-за львов, установленных у входа. Здание было возведено по проекту архитектора В. Г. Чернова в стиле сталинского ампира. Здание строили пленные немцы, которых во время Великой Отечественной войны ссылали на Урал.
Статуи шахтёров убрали после размещения в здании организации «Пермглавснаб».